# ريفامبيسين
ريفامبيسين (بالإنجليزية: Rifampicin) أو ريفامبين هو مضاد حيوي يستخدم لعلاج عدد من الالتهابات البكتيرية. وهذا يشمل السل والجذام، الفَيلَقِيَّة.غالبا ما يتم استخدامها جنبا إلى جنب مع المضادات الحيوية الأخرى. كما أنها تستخدم لمنع المستدمية النزلية نوع (ب) وداء المكورات السحائية في أولئك الذين تعرضوا للعدوى. قبل علاج شخص ما لفترة طويلة من الوقت يوصى بفحص وظائف الكبد، تعداد الدم. المضاد الحيوي متوافرعن طريق الفم والوريد.
وتشمل الآثار الجانبية الشائعة الغثيان، والتقيؤ، والإسهال، وفقدان الشهية. قد يتحول أيضا البول والعرق والدموع إلى اللون الأحمر. قد تحدث مشاكل في الكبد أو رد فعل تحسسي. هو جزء من العلاج الموصى به في حالة السل النشط أثناء الحمل رغم ان سلامة الدواء في الحمل غير مؤكدة. ريفامبيسين هو مجموعة ريفاميسن من المضادات الحيوية. وهو يعمل عن طريق وقف تصنيع الحامض النووي الريبوزي من البكتيريا.
تم استخلاص الريفامبيسين لأول مرة في عام 1957 وبيعت لأول مرة في عام 1971. وعلى لائحة منظمة الصحة العالمية للأدوية الأساسية، أهم الادوية من حيث الحاجة في نظام الصحة الأساسي. وهو متوافر كدواء مكافئ.
وبالجملة وتكلفته حوالي 3.90 دولار شهريا. في الولايات المتحدة أنها مكلفة مع شهر من العلاج بما يقارب 120 دولار أمريكي. يصنع الريفامبيسين من بكتيريا ايجابية الغرام تدعى " Amycolatopsis rifamycinicia" 
.

## الاستخدامات الطبية

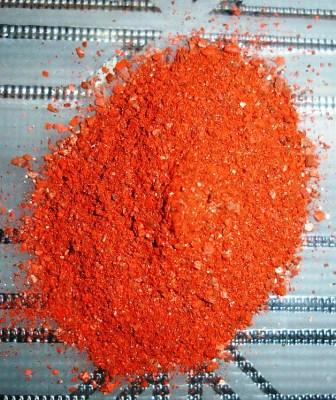

اعتمد الريفامبيسين للاستخدام في عام 1967. كاضافة رئيسية إلى خليط الأدوية المستخدمة لعلاج مرض السل والتهاب السحايا غير النشط جنبا إلى جنب مع بيرازيناميد،ايزونيازيد، الايثامبيوتول، والستربتومايسين (PIERS).يجب أن توخذ بشكل منتظم يوميا لعدة أشهر بدون انقطاع خلاف ذلك يزداد خطر مقاومة السل للدواء بشكل كبير. في الواقع هذا هو السبب الرئيسي لاستخدامه مع الأدوية الأربعة المذكورة أعلاه، وبشكل خاص ايزونيازيد. وهذا أيضا الدافع الأساسي وراء الملاحظة المباشرة للعلاج لمرض السل.
مقاومة البكتيريا للريفاميسين تتطور بسرعة خلال العلاج لذلك يجب أن لا يستخدم كعلاج وحيد يجب أن يعطى مع مجموعة أخرى من المضادات الحيوية.
يستخدم أيضا لعلاج الحكة المرافقة للركود الصفراوي.
ينصح الأطباء بأخذ ريفاميسين على معدة فارغة مع كأس ماء (200مل). عادة يؤخذ اما قبل ساعة من وجبة الطعام أو ساعتين بعد الوجبة. لكنه من المهم مناقشة طريقة تناولك للدواء مع الطبيب الخاص بك.

### المتفطّرات (المايكوبكتيريا)
وعادة ما يستخدم الريفامبيسين لعلاج الالتهابات التي تسببها المياكوبكتيريا (المتفطّرات)، بما في ذلك السل والجذام (مرض هانسن). ويمكن استخدامه لعلاج الدمامل، باعتبارها عوارض غير شائعة من لقاح BCG لمرض السل.
لا فرق بين أخذ الريفامبيسين بنظام من ثلاث إلى أربعة أشهر أو ستة إلى تسعة أشهر للوقاية من السل النشط في مرضى نقص المناعة المكتسبة. مع العلم أن درجة الأدلة على ذلك ضعيفة وقليلة.
يستخدم العلاج متعدد الأدوية كأساس لعلاج مرض هانسن، يستخدم ريفامبيسين دائما في تركيبة مع الدابسون والكلوفازيمين لتجنب تطور مقاومة الأدوية للمرض.

### البكتيريا والأوليات الأخرى
يستخدم ريفامبيسين في علاج البكتيريا المكورات العنقودية المقاومة للميثيسيلين (MRSA) مع حمض الفوسيديك، بما في ذلك التهابات يصعب علاجها مثل التهاب العظم والنّقي والتهابات المفاصل الاصطناعية. كما أنه يستخدم كعلاج وقائي ضد النيسرية السحائية لالتهاب السحايا. كما ينصح باستخدام ريفامبيسين كعلاج بديل للممراض المنقول بالقراد، بوريليا برغدورفيرية و Anaplasma phagocytophilum عندما يمنع استخدام الدوكسي سيكلن، كما هو الحال في النساء الحوامل أو في المرضى الذين لديهم حساسية لمضادات التتراسيكلين.
كما أنها تستخدم لعلاج الالتهابات التي تسببها أنواع الليستيريا، النيسرية البنية، المستدمية النزلية، والفيلقية المستروحة ليجونيلا. لهذه الدواعي العلاجية غير المعتمدة ينبغي أن يتم عمل اختبار حساسية (إن أمكن) قبل بدء العلاج ريفامبيسين.
البكتيريا المعوية، والراكدة والزائفة هذه الأنواع هي في جوهرها مقاومة للريفامبيسين.
وعلاوة على ذلك، تم استخدامه مع الأمفوتريسين B إلى حد كبير في محاولات غير ناجحة لعلاج التهاب السحايا والدماغ الأميبي الأولي التي تسببها النيغلرية الدجاجية Naegleria fowleri..
ريفامبيسين يمكن استخدامه كمعالجة أحادية الدواء لبضعة أيام كوقاية ضد مرض التهاب السحايا، ولكن المقاومة تتطور بسرعة أثناء العلاج على المدى الطويل مع الالتهابات النشطة، لذلك غالبا ما يستخدم هذا الدواء ضد العدوى النشطة في مزيج مع المضادات الحيوية الأخرى. يعطى 30 دقيقة قبل الوجبة أو بعد الوجبة بساعتين وينبغي تناول مضادات الحموضة ساعة واحدة على الأقل بعد الوجبة الغذائية.
ريفامبيسين غير فعال نسبيا ضد اللولبيات، مما أدى إلى استخدامه كعامل قادر على فصلهم.

### الفيروسات
ريفامبيسين لديه بعض فعالية ضد فيروس جدري البقر.

### تأثر وحساسية الكائنات الممرضة للريفامبيسين
يمثل ما يلي التركيز الأدنى المثبط (MIC) لبضع مسببات الأمراض الهامة طبيا:
•	المتفطرة السلية - 0.002 ميكروغرام / مل - 64 ميكروغرام / مل.
•	المتفطرة البقرية - 0.125 ميكروغرام / مل.
•	العنقودية الذهبية (مقاومة للميثيسيلين) ≤0.006 ميكروغرام / مل - 256 ميكروغرام / مل.
•	الكلاميديا الرئوية - 0.005 ميكروغرام / مل.

## التأثيرات الجانبية
الـتأثير الجانبي الأكثر خطورة وأهمية هو تسمم الكبد بالريفامبيسين، والمرضى الذين يتلقون الريفامبيسين يخضعون لفحوصات من خط الأساس ومتكررة لوظائف الكبد للكشف عن تلف الكبد.
ريفامبيسين هو محفز فعال لانزيم الكبد، يسمح بتعزيز وزيادة افراز انزيمات الكبد سيتوكرومP450 (مثل CYP2C9 وCYP3A4)، وزيادة معدل الاستقلاب من العديد من الأدوية الأخرى التي تم التخلص منها في الكبد من خلال هذه الإنزيمات. وبالتالي ريفامبيسين يمكن أن يسبب مجموعة من التأثيرات السلبية عندما يؤخذ بشكل متزامن مع أدوية أخرى. على سبيل المثال، المرضى الذين يخضعون لعلاج مانع تجلط الدم بالوارفارين على المدى الطويل يجب أن يكونوا حذرين ويجب أن تزداد جرعة الوارفارين وفقا لذلك. الفشل في ذلك يؤدي إلى خفض مستوى العلاج بالنسبة لمانع تجلط الدم مما يؤدي إلى عواقب وخيمة من الجلطات الدموية.
التعزيز من تحطيم الكبد للهرمونات يؤدي إلى تقليل مستواهم والريفامبيسين بطريقة مماثلة بإمكانه تقليل فعالية وسائل موانع الحمل الهرمونية لدرجة انه تم الإبلاغ عن حالات الحمل غير المقصودة بين مستخدمي وسائل منع الحمل عن طريق الفم مع أخذ ريفامبيسين حتى لمدة قصيرة (على سبيل المثال، كوقاية من التعرض لالتهاب السحايا الجرثومي).
تشمل الآثار الجانبية غير المرغوب فيها الأكثر شيوعا الحمى، واضطرابات الجهاز الهضمي، والطفح الجلدي، وردود الفعل المناعية. أخذ ريفامبيسين يمكن أن يسبب تغير في بعض سوائل الجسم مثل البول والدموع ليصبح لونها برتقالي إلى أحمر غير مؤذي التي يمكن أن تكون مخيفة إن لم تكن متوقعة ومعرَفة من قبل. ويمكن أيضا أن يستخدم هذا التأثير لمراقبة فعالية امتصاص الدواء (إن لم يظهر لون الدواء في البول، قد يباعد المريض في الوقت بين جرعة الدواء وتناول الطعام أو الحليب). تغير لون العرق والدموع لا يمكن ملاحظتها مباشرة، ولكن يمكن للعرق أن يصبغ الملابس بلون برتقالي فاتح، والدموع قد تصبغ العدسات اللاصقة اللينة بشكل دائم. بما أن الريفامبيسين يفرز في حليب الرضاعة، ينبغي تجنب الرضاعة الطبيعية في فترة العلاج بهذا الدواء.
وتشمل الآثار الجانبية:
•	الكبد - التهاب الكبد، فشل كبد في الحالات الشديدة
•	الجهاز التنفسي - ضيق في التنفس
•	الجلد - احمرار، حكة، طفح جلدي، فرط التصبغ ، احمرار وترطب العيون
•	البطن - الغثيان والقيء والمغص مع أو بدون الإسهال
•	أعراض شبيهة بأعراض الانفلونزا - مع قشعريرة، حمى، صداع، ألم مفصلي، والشعور بالضيق، ريفامبين لديه قدرة الوصول إلى الدماغ، وهذا ما قد يفسر الشعور بالضيق والانزعاج لدى بعض المستخدمين.
قد تحدث تفاعلات الحساسية للريفامبيسين وعلامات الحساسية طفح جلدي، حكة، تورم في اللسان أو الحلق، والدوخة الشديدة، وصعوبة في التنفس.

## التفاعلات الدوائية
ريفامبيسين يحفز العديد من الإنزيمات من عائلة السيتوكروم P450، بما في ذلك (CYP2B6، CYP2C8، CYP2C9، CYP2C19، CYP3A4، CYP3A5، CYP3A7) [26] وبالتالي فإنه سوف يسرع عملية الأيض لأي دواء يستقلب من قبل هذه الإنزيمات في الجسم، التفاعلات المحتملة الأخرى التي قد لا يتم سردها تتضمن مضادات الفيروسات القهقرية، دواء ايفيروليمس، دواء أتورفاستاتين، روزيجليتازون / بيوجليتازوني، السيليكوكسيب، كلاريثروميسين، caspofungin كابسوفنجين، ولورازيبام.
ريفامبيسين له تأثير معاكس لتأثير جنتاميسين والأميكاسين.

## طريقة العمل

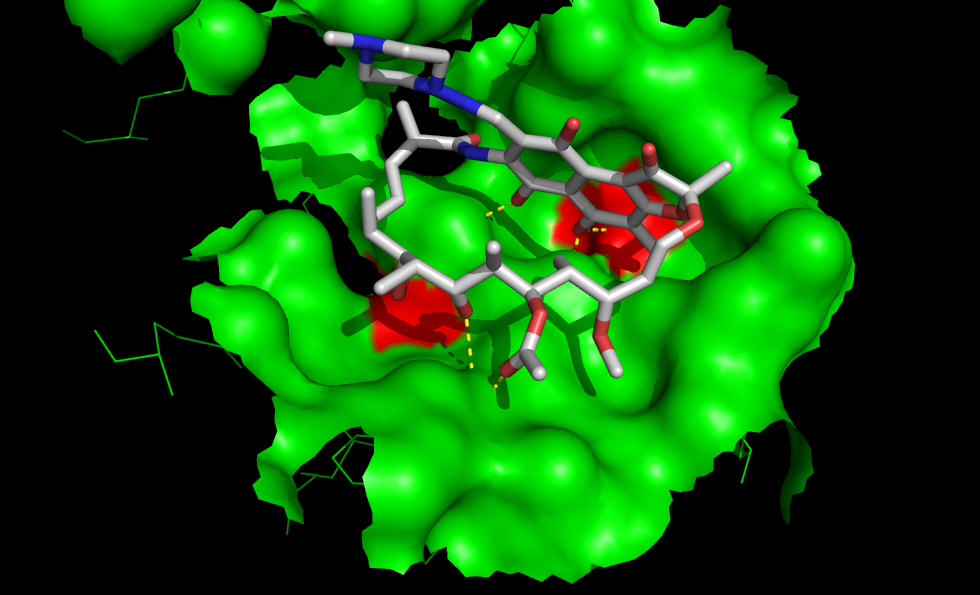
ارتباط الريفامبيسين بالموقع النشط لانزيم RNA Polymerase. طفرة أو تحول وراثي بالاحماض الامينية التي باللون الأحمر مسؤولة عن المقاومة للمضاد الحيوي.

ريفامبيسين يمنع البكتيريا من تصنيع الحامض النووي الريبوزي((RNA بالاعتماد على المحتوى الجيني للحمض النووي ((DNA عن طريق تثبيط الانزيم المسؤول عن ذلك الموجود داخل البكتيريا DNA-dependant RNA Polymerase.
بيانات التركيب البلوري والبيانات الكيميائية والحيوية تشير إلى أن الريفامبيسين يرتبط ب بوليميراز RNA في موقع مجاور للموقع النشط لل Polymerase RNA ويمنع تصنيع الحامض النووي الريبوزي RNA منع فيزيائي عن طريق تشكيل روابط ثانئي استر الفوسفور ((phosphodiester في هيكل ال RNA، تمنع امتداد RNA لاكثر من 2-3 نيوكليوتيدات (الآلية «الاطباق الفراغي»).
المقاومة للريفامبيسين تنشأ من الطفرات التي تغير من موقع ارتباطه مع RNA Polymerase ، مما يؤدي إلى نقصان الألفة مع الريفامبيسين. الطفرات المقاومة تعود إلى جين rpoB على خريطة للجينات، المسؤول عن تشفير أو تركيب قطعة البيتا من RNA Polymerase.

## تأثيرات الجسم على الدواء
أخذ الريفامبيسين عن طريق الفم يرفع تركيزه في الدم إلى الذروة أو القمة في حوالي 2-4 ساعات. حمض 4-أمينوساليسيليك (دواء آخر لمرض السل) يقلل بشكل ملحوظ من امتصاص ريفامبيسين، ويمكن أن تكون تركيزات الذروة أقل. إذا وجب استخدام هذين الدوائين معا في نفس الوقت (يحدث في كثير من الأحيان في علاج السل)، فإنها يجب أن تعطى بشكل منفصل بفترة من ثمانية إلى 12 ساعة بين تناولهما.
يمتص ريفامبيسين بسهولة من الجهاز الهضمي، وتُحلَل مجموعة الاستر الوظيفية بسرعة في العصارة الصفراوية، ويتم تحفيز ذلك بدرجة الحموضة العالية وانزيمات محددة esterases. بعد حوالي ست ساعات يكون تقريبا معظم الدواء قد ازيل منه مجوعة الاستيل deacetylated. حتى في هذا الشكل (منزوع الاسيتل) deacetylated ريفامبين لا يزال مضاد حيوي قوي. ولكن لم يعد من الممكن امتصاصه من قبل الامعاء ويتم التخلص منه إلى خارج الجسم. حوالي 7٪ فقط من الدواء المتناول سيفرز دون تغيير في البول، يتم القضاء عليه عن طريق الكلى بما يمثل حوالي 30٪ فقط من إفراز الدواء في البول. وتفرز حوالي 60٪ إلى 65٪ من خلال البراز.
العمر النصفي للريفامبيسين يتراوح من ساعة ونصف إلى خمسة ساعات، في حال اعتلال الكبد سيزيد العمر النصفي بشكل ملحوظ. استهلاك الطعام يمنع الامتصاص من الجهاز الهضمي، ويزيد سرعة التخلص من الدواء. عندما يؤخذ ريفامبيسين مع الطعام، يقل تركيز الذروة الأعلى في الدم بنسبة 36٪. مضادات الحموضة لا تؤثر على الامتصاص. الانخفاض في امتصاص الريفامبين مع الغذاء في بعض الأحيان يكون كافيا ليؤثر بشكل ملحوظ على لون البول، والتي يمكن استخدامها كعلامة للدلالة على امتصاص جرعة الدواء أو عدمها.
توزيع الدواء مرتفع في جميع أنحاء الجسم، ويصل بتركيزات فعالة في العديد من أعضاء وسوائل الجسم، بما في ذلك السائل النخاعي. بما أن المادة نفسها حمراء، هذا التوزيع المرتفع هو سبب اللون البرتقالي والأحمر في اللعاب والدموع والعرق والبول، والبراز. حوالي 60٪ إلى 90٪ من الدواء يرتبط ببروتينات موجودة في البلازما.

## الاستخدامات في التكنولوجيا الحيوية
ريفامبيسين يثبط انزيم بوليميراز RNA في البكتيريا، وبالتالي فهو يستخدم عادة لمنع تصنيع البروتينات البكتيرية داخل جسم المضيف خلال عملية التعبير عن البروتين في البكتيريا. بما أن الحمض النووي الريبوزي حمض نووي ريبوزي يشفر للجين المأشوب لابد من استنساخه من حمض نووي ريبوزي منقوص الأكسجينبواسطة انزيم فيروسي T7 RNA Polymerase، الذي لا يتأثر التعبير عنه بالمضادات الحيوية.

## موانع الاستعمال
يمنع استخدام هذا الدواء في حالات فرط الحساسية للريفامبيسين.واليرقان.كما يحذر من إعطائه عن طريق العضل أو تحت الجلد. لما يسببه من حساسية كبيرة. وفي حالات الحمل ينبغي استشارة الطبيب، خوفا من تأثير هذا الدواء المشيمة، على الرغم من ان التاثير على الجنين غير معروف حاليا .وفي حالة تناوله في الاسابيع الأخيرة من الحمل، قد يسبب هذا الدواء مشاكل في تخثر الدم، لدى الام والجنين معا. ولكن هذه المشاكل يمكن منعها وتفاديها بواسطة فيتامين K.وفي حالة الرضاعة قد ينتقل الدواء إلى حليب الام، الا انه عند تناول الجرعات العادية فمن غير المفروض ان تكون هناك تاثيرات سلبيه على الأطفال.اما بالنسبة لكبار السن يجب استعمال هذا الدواء فقط إذا لم يكن هنالك بديل آخر، لانه قد يسبب التهابات بالقولون.

## التاريخ
في عام 1957، تم جلب عينة تربة من غابة صنوبر على شاطئ الريفييرا الفرنسي للتحليل إلى مختبر أبحاث وبتي للصيدلة فيمي لانو، إيطاليا. وهناك مجموعة باحثين برئاسة البروفيسور بييرو سينسي (2013-1920)  والدكتورة ماريا تيريزا تمبال (1925-1969)اكتشفوا بكتيريا جديدة. اتخذت هذه الأنواع الجديدة من البكتيريا على الفور أهمية علمية كبيرة لأنها كانت تنتج فئة جديدة من الجزيئات التي لها نشاط المضاد الحيوي. سينسي وتمبال والباحثين كانوا مولعين بشكل خاص بقصة الجريمة الفرنسية ريفيفي (حول سرقة الجوهرة والعصابات المتنافسة). لذلك قرروا تسمية هذه المركبات بالريفامسين. بعد سنتين من المحاولات للحصول على منتجات شبه صناعية أكثراستقرارا، تم إنتاج جزيء جديد ذو فعالية عالية وتحمل جيد في عام 1959 وسمي ريفامبيسين .
سوّق الريفامبيسين للمرة الأولى في عام 1971.

## التسمية
ريفامپيسين)بالإنجليزية (Rifampicin أو ريفامبين (بالإنجليزية Rifampin :(حسب الاسم الأمريكي), اختصارا R) RMP, RD, RA, RIF, US), وهو مضاد حيوي للبكتيريا، ينتمي لعائلة مجموعة الريفاميسين ويعتبر مركب نصف مخلق مشتق يثبط الريفامبيسين تشكل الحامض النووي الريبي، ويعتبر فعال ضد مجال واسع من الجراثيم خاصة تلك المسببة لمرض السل.
ريفامبسين معروف أيضا باسم rifaldazine، rofact، وريفامبين في الولايات المتحدة..Rifamycin SV
أسماء أخرى:
5,6,9,17,19,21-Hexahydroxy-23-methoxy-2,4,12,16,18,20,22-heptamethyl-8-[N-(4-methyl-1-piperazinyl)formimidoyl]-2,7-(epoxypentadeca[1,11,13]trienimino)-naphtho[2,1-b]furan-1,11(2H)-dione 21-acetate

### الأسماء التجارية
ريفامبيسين متوفر في:
•	بلغاريا مثل Tubocin (لشركة ACTAVIS / Balkanpharma)
•	رومانيا مثل Sinerdol (Sicomed)
•	المملكة المتحدة مثل Rifadin (Aventis)، Rimactan (Sandoz)، Rifater (مزيج مع أيزونيازيد وبيرازيناميد) (Aventis)، Rifinah (مزيج مع أيزونيازيد) (Aventis)، وRimactazid (مزيج مع أيزونيازيد) (Sandoz)
•	الولايات المتحدة مثل Rifadin (Aventis)، Rifater (مزيج مع أيزونيازيد وبيرازيناميد) (Aventis)، Rimactane (Novartis)
•	فرنسا مثل Rifadine (Aventis)
•	الهند R-Cinex 600 (لوبين المحدودة) / Micox (مزيج من ريفامبيسين وأيزونيازيد)
•	أستراليا مثل Rimycin (Alphapharm)
•	مصر مثل Rimactan (Sandoz)
•	ألمانيا مثل Eremfat(Riemser)

## وصلات إضافية
- Rifampicin bound to proteins in the بنك بيانات البروتينات
- PubPK - Rifampicin pharmacokinetics
- Prescribing Information for RIFADIN by Sanofi-Aventis
- U.S. National Library of Medicine: Drug Information Portal - Rifampicin
- PDR.net Concise Monograph - Rifadin نسخة محفوظة 22 فبراير 2013 at Archive.is